# Alessandro Zanardi
Alessandro „Alex“ Zanardi (* 23. Oktober 1966 in Bologna) ist ein ehemaliger italienischer Rennfahrer, der sowohl im Automobilsport als auch auf dem Handbike im Straßenradsport aktiv war.
1991 bis 1999 startete er bei 41 Grand-Prix-Rennen im Rahmen der Formel-1-Weltmeisterschaft. 1997 und 1998 errang er jeweils die Champ-Car-Meisterschaft. 2001 verunglückte er bei einem Rennen dieser Serie auf dem Lausitzring schwer und ist seitdem beinamputiert. Zwischen 2005 und 2009 fuhr Zanardi wieder Automobilrennen und nahm für BMW an der Tourenwagen-Weltmeisterschaft (WTCC) teil. 2012 wurde er zweifacher paralympischer Sieger in der Disziplin Handbike. 2016 gewann er je eine weitere Gold- und Silbermedaille.

## Sportliche Karriere

### Motorsport
Zanardi erzielte in der Champ-Car-Serie zwei Titel und 15 Rennsiege; in der Formel 1 hingegen erreichte er insgesamt einen Punkt beim Großen Preis von Brasilien 1993.
Er debütierte 1991 mit dem italienischen Team Il Barone Rampante in der Formel 3000. Er gewann zwei Rennen und wurde viermal Vierter. Bis kurz vor Saisonende führte er die Fahrerwertung an, wurde dann aber von Christian Fittipaldi (Pacific) überholt und beendete die Saison 1991 als Vizemeister.
Sein Debüt in der Formel 1 gab Zanardi im September 1991 beim Großen Preis von Spanien auf dem Circuit de Barcelona für Jordan. Es folgten weitere Einsätze für Minardi, ehe er 1993 einen Vertrag für die volle Saison bei Lotus erhielt. Ein schwerer Unfall in Spa-Francorchamps stoppte seine Karriere vorerst. 1994 durfte er erst nach dem Verletzungspech von Pedro Lamy wieder den Lotus im Rennen bewegen, tat dies aber ziemlich erfolglos.
Nach mehreren recht glücklosen Jahren wechselte Zanardi 1996 in die US-amerikanische CART-Serie. Hier fuhr er auf Reynard-Honda an der Seite von Jimmy Vasser, der 1996 für Target Ganassi Racing die Meisterschaft gewann. Zanardi wurde Rookie of the Year und gewann drei Rennen. Besondere Bekanntheit erzielte sein Erfolg in Laguna Seca, als er in der letzten Runde Bryan Herta in dem sogenannten „Corkscrew“, einer nicht einsehbaren, steil abfallenden S-Kurve, überholte – ein Manöver, das seitdem auch als „The Pass“ bekannt ist. 1997 und 1998 gewann er die Meisterschaft jeweils bereits vor Ende der Saison.
Aufgrund seiner Erfolge in den USA und weil er mit der Formel 1 noch eine „Rechnung zu begleichen“ hatte, wechselte Zanardi 1999 zurück in die Formel 1 und wurde beim Team Williams Teamkollege von Ralf Schumacher. Er erreichte in diesem Jahr jedoch keine WM-Punkte und zog sich vorübergehend vom Motorsport zurück.
Im Jahr 2001 trat er für das Team von Mo Nunn wieder in der Champ-Car-Serie an. Nach vielen glücklosen Rennen führte er in dieser Saison am 15. September beim The American Memorial auf dem EuroSpeedway Lausitz erstmals seit langem wieder ein Rennen an. Nach dem letzten Boxenstopp kam es zu einer folgenschweren Kollision mit dem Wagen von Alex Tagliani: Bei der Boxenausfahrt geriet Zanardi auf den Grünstreifen, der die Rennstrecke von der Boxenausfahrt trennt, und schleuderte unkontrolliert auf die Strecke, wo er von Tagliani mit etwa 320 km/h getroffen wurde. Sein Wagen wurde dabei in zwei Teile gerissen und Zanardi wurden durch den Aufprall beide Beine oberhalb der Knie amputiert. Er erlitt außerdem einen Beckenbruch sowie eine Gehirnerschütterung und musste in Folge hohen Blutverlustes sieben Mal wiederbelebt werden. Bei der Einlieferung ins Unfallkrankenhaus Berlin, wo er von einem Team um Walter Schaffartzik behandelt wurde, zirkulierte in seinem Körper lediglich noch ein Liter Blut. Bereits am 17. September erklärte Schaffartzik, Zanardi sei außer Lebensgefahr. Am 20. September erwachte er aus dem künstlichen Koma, in das man ihn vorsorglich versetzt hatte, und am 30. September 2001 wurde in seine italienische Heimat verlegt.
Zwei Jahre nach dem schweren Unfall stieg Zanardi wieder in einen Rennwagen. 2003 fuhr er vor dem erneuten Auftritt der Serie die ihm zu seinem „Sieg“ nach dem Unfall fehlenden 13 Runden auf dem Lausitzring als Show zu Ende und absolvierte damit „sein“ Rennen. Die hierbei erzielten Rundenzeiten hätten für Rang fünf in der Qualifikation gereicht.
Zwischen 2005 und 2009 fuhr Alessandro Zanardi in der Tourenwagen-Weltmeisterschaft für BMW. Er fuhr einen speziell umgebauten Wagen, in dem er mit der Hand Gas geben und die Bremse mit der Prothese des rechten Beines bedienen konnte. Am 29. August 2005 gewann Zanardi bei einem Rennen der Tourenwagen-WM in Oschersleben sein erstes Rennen seit seinem schweren Unfall. Nach dem Rennen fuhr er – nicht ganz regelkonform – in umgekehrter Fahrtrichtung durch die Boxengasse, wo er von sämtlichen Fahrern und Mechanikern gefeiert wurde. Zwei weitere Rennsiege erzielte er 2006 in Istanbul und 2008 in Brünn. Ende 2009 trat er zurück.
Am 25. November 2006 stieg Zanardi nach sieben Jahren Pause wieder in einen Formel-1-Rennwagen. Während des Formel-BMW-Weltfinales wurde ihm von BMW Sauber F1 ein speziell für seine Bedürfnisse umgerüsteter F1.06, der Formel-1-Rennwagen der Saison 2006, zur Verfügung gestellt. Zanardi ist damit der erste beinamputierte Rennfahrer, der in einem Formel-1-Fahrzeug eine Testfahrt absolvierte. Er fuhr auf dem Kurs in Valencia (Spanien) 30 gezeitete Runden. Nach Aussage des damaligen BMW-Sportchefs Mario Theissen soll dies eine einmalige Angelegenheit gewesen sein. Weitere Versuche waren nicht geplant. Am 21. Januar 2014 gab BMW bekannt, Zanardi werde, im Alter von 47 Jahren, in dieser Saison im Blancpain GT Series sein Comeback als Rennfahrer geben.
Zusammen mit Timo Glock und Bruno Spengler hat Zanardi in einem speziell vorbereiteten BMW Z4 GT3 am 24-Stunden-Rennen von Spa-Francorchamps 2015 teilgenommen. Nachdem das Team zwischenzeitlich sogar auf Platz sechs gelegen war, beendete es das Rennen aufgrund eines Motorschadens in der letzten Rennstunde nicht.
Nachdem Zanardi 2016 erneut bei den Paralympischen Spielen teilgenommen hatte, gelang ihm bei seinem ersten Renneinsatz in einem wiederum speziell vorbereiteten BMW M6 GT3 der Sieg beim Saisonfinale der italienischen GT-Meisterschaft.

### Radsport seit 2011
Seit 2011 nahm Zanardi mehrfach erfolgreich mit einem Handbike beim Maratona dles Dolomites, einem der bedeutendsten Radrennen für Hobbysportler in Europa, teil und bewältigte dabei u. a. die Langdistanz mit 138 km und 4190 hm.
2012 ging Zanardi bei den Sommer-Paralympics in London im Radsport an den Start und gewann bei den Handbikes in der Klasse H4 Gold im Einzelzeitfahren und im Straßenrennen sowie Silber in der Mixed-Staffel. Die Wettbewerbe fanden auf der Motorsport-Rennstrecke von Brands Hatch statt.
Mit dem Handbiken hatte Zanardi während seiner Zeit bei der Tourenwagen-Weltmeisterschaft angefangen und gilt darin als Profi.. 2007 hatte er bei seiner ersten Teilnahme am New-York-City-Marathon den vierten Platz erreicht und 2011 den Wettbewerb in dieser Sparte gewonnen.
Bei den Sommer-Paralympics 2016 in Rio de Janeiro errang Zanardi drei Medaillen im Radsport der Klasse H5: jeweils eine goldene im Einzelzeitfahren sowie in der Mixed-Staffel mit Vittorio Podestà und Luca Mazzone sowie eine silberne im Straßenrennen.
Am 19. Juni 2020 stieß Zanardi beim Handbikerennen Obiettivo Tricolore bei Pienza mit einem Lastkraftwagen zusammen und erlitt schwere Kopfverletzungen. Er wurde per Rettungshubschrauber in das Universitätsklinikum in Siena geflogen, wo er einem neuro- und kieferchirurgischem Eingriff unterzogen wurde. Da es aufgrund der COVID-19-Pandemie bis zum 1. August 2020 ein Verbot von Radsportrennen in Italien gab und die Veranstaltung daher nicht angemeldet war, war die Straße nicht, wie sonst üblich, für Kraftfahrzeuge gesperrt. Laut Aussage seiner Ärzte hatte Zanardi in Folge der Eingriffe der Verlust beider Augen gedroht. Erst im Dezember 2021 konnte Zanardi die Klinik verlassen, muss aber weiterhin therapiert werden. Im August 2022 wurde er für 76 Tage erneut in eine Klinik verlegt, da es in seinem Haus gebrannt hatte und medizinische Geräte zu seiner Versorgung beschädigt worden waren.

### Triathlon seit 2014
2014 startete Zanardi als Triathlet unter Verwendung eines Handbikes und eines Rollstuhls beim Ironman Hawaii (3,86 km Schwimmen, 180,2 km Radfahren und 42,195 km Laufen). Zanardi kündigte einen Start bei Ironman Austria im Juli 2017 an, um sich nach 2014 und 2015 ein drittes Mal für den Ironman Hawaii zu qualifizieren.

## Trivia
1999 brachte die Honda-Edelmarke Acura eine auf fünfzig Exemplare limitierte und signierte Zanardi-Sonderedition des Sportwagens NSX als Reminiszenz an die von Zanardi mit Honda-Motoren erzielten Erfolge auf den nordamerikanischen Markt. Das Auto mit der Nummer 1 erhielt der Namensgeber.

## Persönliches
Den Spitznamen „Alex“ bekam Zanardi in seiner Zeit in den USA, da den dortigen Fernsehkommentatoren der italienische Name zu lang und zu kompliziert war.

## Statistik

### Statistik in der Formel-1-Weltmeisterschaft

#### Gesamtübersicht
| Saison | Team              | Chassis       | Motor               | Rennen | Siege | Zweiter | Dritter | Poles | schn. Rennrunden | Punkte | WM-Pos. |
| ------ | ----------------- | ------------- | ------------------- | ------ | ----- | ------- | ------- | ----- | ---------------- | ------ | ------- |
| 1991   | Team 7UP Jordan   | Jordan 191    | Ford 3.5 V8         | 3      | –     | –       | –       | –     | –                | –      | 31.     |
| 1992   | Minardi Team      | Minardi M192  | Lamborghini 3.5 V12 | 1      | –     | –       | –       | –     | –                | –      | 35.     |
| 1993   | Team Lotus        | Lotus 107B    | Ford 3.5 V8         | 11     | –     | –       | –       | –     | –                | 1      | 20.     |
| 1994   | Team Lotus        | Lotus 107C    | Mugen-Honda 3.5 V10 | 2      | –     | –       | –       | –     | –                | –      | 30.     |
| 1994   | Team Lotus        | Lotus 109     | Mugen-Honda 3.5 V10 | 8      | –     | –       | –       | –     | –                | –      | 30.     |
| 1999   | Winfield Williams | Williams FW21 | Supertec 3.0 V10    | 16     | –     | –       | –       | –     | –                | –      | 19.     |
| Gesamt | Gesamt            | Gesamt        | Gesamt              | 41     | –     | –       | –       | –     | –                | 1      |         |

#### Einzelergebnisse
| Saison | 1   | 2  | 3   | 4   | 5   | 6   | 7   | 8   | 9   | 10  | 11  | 12 | 13  | 14  | 15  | 16 |
| ------ | --- | -- | --- | --- | --- | --- | --- | --- | --- | --- | --- | -- | --- | --- | --- | -- |
| 1991   |     |    |     |     |     |     |     |     |     |     |     |    |     |     |     |    |
|        |     |    |     |     |     |     |     |     |     |     |     |    | 9   | DNF | 9   |    |
| 1992   |     |    |     |     |     |     |     |     |     |     |     |    |     |     |     |    |
|        |     |    |     |     |     |     |     | DNQ | DNF | DNQ |     |    |     |     |     |    |
| 1993   |     |    |     |     |     |     |     |     |     |     |     |    |     |     |     |    |
| DNF    | 6   | 8  | DNF | 14  | 7   | 11  | DNF | DNF | DNF | DNF | DNS |    |     |     |     |    |
| 1994   |     |    |     |     |     |     |     |     |     |     |     |    |     |     |     |    |
|        |     |    |     | 9   | 15  | DNF | DNF | DNF | 13  |     | DNF |    | 16  | 13  | DNF |    |
| 1999   |     |    |     |     |     |     |     |     |     |     |     |    |     |     |     |    |
| DNF    | DNF | 11 | 8   | DNF | DNF | DNF | 11  | DNF | DNF | DNF | 8   | 7  | DNF | 10  | DNF |    |

## Auszeichnungen
- 2012: Italiens Sportler des Jahres (La Gazzetta dello Sport)
- 2015: Gazzetta Sports Award – „Legende“
- 2018: Benennung eines Asteroiden nach ihm: (22517) Alexzanardi